# Daniel Spielman
Daniel Alan Spielman (* März 1970 in Philadelphia) ist ein US-amerikanischer Mathematiker und Informatiker.

## Berufliche Laufbahn
Spielman studierte Mathematik und Informatik an der Yale University (Bachelor 1992) und wurde 1995 in Angewandter Mathematik am Massachusetts Institute of Technology (MIT) bei Michael Sipser promoviert (Computationally Efficient Error-Correcting Codes and Holographic Proofs), wofür er den Doctoral Dissertation Award der ACM erhielt. Als Post-Doc war er an der University of California, Berkeley und von 1997 bis 2005 wieder am MIT. Seit 2006 ist er Professor für Angewandte Mathematik und Informatik in Yale.
Spielman beschäftigt sich mit Design und Analyse von Algorithmen, Lernen bei Automaten, Graphentheorie, fehlerkorrigierenden Codes und kombinatorischem wissenschaftlichem Rechnen. Insbesondere stammt von ihm und Shang-Hua Teng das Konzept der geglätteten Analyse der Effizienz von Algorithmen (smoothed analysis), die auf einer zufälligen Variation der Analyse aufgrund des schlechtestmöglichen Falles (worst case) basiert. Mit Nikhil Srivastava und Adam W. Marcus löste er 2013 das Kadison-Singer-Problem und bewies die Existenz von bipartiten Ramanujan-Graphen für alle Grade und Größen.

## Auszeichnungen
1998 erhielt er ein Stipendium der Alfred P. Sloan Foundation (Sloan Research Fellowship). 2002 war er Invited Speaker auf dem ICM in Peking (Smoothed analysis of algorithms mit Shang-Hua Teng) und erhielt den IEEE Information Theory Society Paper Award. 2008 erhielt er den Gödel-Preis, 2009 den Fulkerson-Preis. 2010 erhielt er den Nevanlinna-Preis für neue fehlerkorrigierende Codes basierend auf Expander-Graphen mit Anwendungen zum Beispiel im Internet. 2012 erhielt Spielman eine MacArthur Fellowship. 2014 war er Eingeladener Sprecher auf dem ICM in Seoul (Ramanujan graphs and the solution of the Kadison–Singer problem mit Adam W. Marcus, Nikhil Srivastava). Für 2014 wurde ihm außerdem der George-Pólya-Preis zugesprochen, für 2015 erneut der Gödel-Preis, ebenfalls mit Shang-Hua Teng. Im Januar 2016 hielt er die Gibbs Lecture der AMS, 2017 wurde er in die National Academy of Sciences gewählt, 2021 in die American Academy of Arts and Sciences. Gemeinsam mit Adam W. Marcus und Nikhil Srivastava erhielt er 2022 den erstmals vergebenen Ciprian Foias Prize in Operator Theory. Für 2023 wurde ihm ein mit drei Millionen US-Dollar dotierter Breakthrough Prize in Mathematics zugesprochen.

## Schriften
- Graphs, Vectors and Matrices, Bulletin AMS 2016, Online